# 吕勒伊
吕勒伊（法語：Lureuil，法語發音：[lyʁœj]）是法国安德尔省的一个市镇，位于该省西部，属于勒布朗区。

## 地理
吕勒伊（46°44'38"N, 1°2'33"E）面积22.04 平方千米，位于法国中央-卢瓦尔河谷大区安德尔省，该省份为法国中部省份，北起卢瓦-谢尔省，西北接安德尔-卢瓦尔省，西南接维埃纳省，南至克勒兹省和上维埃纳省，东临谢尔省。
与吕勒伊接壤的市镇（或旧市镇、城区）包括：杜阿迪克、兰热、马尔蒂宰、普利尼圣皮埃尔、图尔农圣马丹、克莱斯河畔博赛。

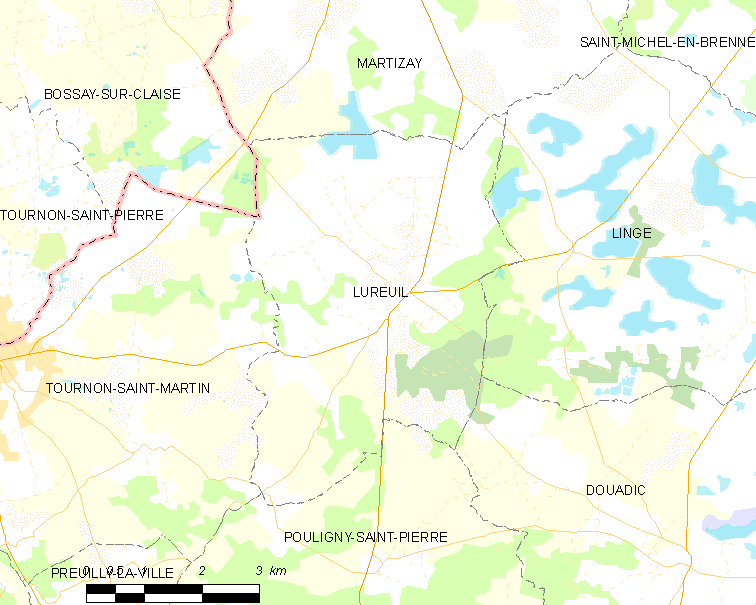
吕勒伊的OSM定位图

吕勒伊的时区为UTC+01:00、UTC+02:00（夏令时）。

## 行政
吕勒伊的邮政编码为36220，INSEE市镇编码为36105。

## 政治
吕勒伊所属的省级选区为勒布朗县。

## 人口

1962-2008年间吕勒伊人口变化图示

吕勒伊于2022年1月1日时的人口数量为274人。